# Shirase-Küste
Koordinaten: 79° S, 156° W
Die Shirase-Küste ist der nördliche Küstenabschnitt östlich des Ross-Schelfeises und des Rossmeers im westantarktischen Marie-Byrd-Land. Sie liegt zwischen dem nördlichen Ende der Siple-Küste bei 80° 10’ S, 151° 0’ W und Kap Colbeck.
Im Abschnitt nördlich von 80° 10’S existiert auch die Bezeichnung Prestrud-Küste. Andernorts ist die Prestrud Coast als Namensvariante der Shirase Coast verzeichnet.
Das New Zealand Antarctic Place-Names Committee benannte sie 1961 nach dem japanischen Polarforscher Shirase Nobu (1861–1946), Leiter der Japanischen Antarktisexpedition (1910–1912).